# Sergey Tkachenko
Pour les articles homonymes, voir Tkachenko.
Sergey Viktorivitch Tkachenko (en russe : Сергей Викторович Ткаченко) est un sauteur à ski kazakh, né le 8 juin 1999 à Ridder.

## Biographie
En 2015, pour sa première saison au niveau international, il prend part aux Championnats du monde junior à Almaty ainsi qu'aux qualifications pour l'épreuve en petit tremplin aux Championnats du monde à Falun (56e), puis démarre dans la Coupe continentale l'hiver suivant. Il est utilisé dans deux compétitions par équipes dans la Coupe du monde en 2017. En 2016, il esr devenu double champion du Kazakhstan.
À l'été 2017, il montre des signes de forme ascendante, gagnant ses premiers concours internationaux à Planica et marquant des points dans le Grand Prix, au tremplin d'Hakuba (18e).
En 2018, il fait ses débuts aux Jeux olympiques à Pyeongchang, où il est 51e sur le petit tremplin et 49e sur le grand tremplin. L'hiver suivant, il parvient à se qualifier pour sa première phase finale individuelle en Coupe du monde lors de la Tournée des quatre tremplins à Innsbruck, puis remporte peu après une médaille de bronze individuelle aux Championnats du monde junior de Lahti, avant de prendre part aux Championnats du monde sénior à Seefeld, où il est notamment 36e au grand tremplin. À l'été 2019, il se classe troisième de la Coupe continentale à Chtchoutchinsk, là où même, il a établi un nouveau record du monde de longueur sur tremplin plastifié en 2018 (151 m).
En décembre 2019, il figure pour la première fois dans les points en Coupe du monde avec une 24e place à Engelberg.

## Palmarès

### Jeux olympiques
| Épreuve / Édition | Pyeongchang 2018 | Pékin 2022 |
| Petit tremplin    | 51e              | 41e        |
| Grand tremplin    | 49e              | -          |
| Par équipes       | -                | -          |

### Championnats du monde
| Épreuve / Édition  | Seefeld 2019 | Oberstdorf 2021 |
| Petit tremplin     | -            | 40e             |
| Grand tremplin     | 36e          | 40e             |
| Par équipes mixtes | 13e          | -               |
| Par équipes        | 12e          | 14e             |

### Coupe du monde
- Meilleur classement général : 56e en 2020.
- Meilleur résultat individuel : 24e.

#### Classements généraux annuels
| Année     | Rang |
| 2019-2020 | 56e  |

### Championnats du monde junior
- Médaille de bronze en individuel (tremplin normal) en 2019 à Lahti.

### Jeux asiatiques
- Médaille d'argent par équipes en 2017 à Sapporo.
- Médaille de bronze en tremplin normal en 2017.

### Coupe continentale
- 1 podium.